# Stöckach (Roßtal)
Stöckach (fränkisch: „Schdöga“ und „Schdögi“) ist ein Gemeindeteil des Marktes Roßtal im Landkreis Fürth (Mittelfranken, Bayern). Stöckach liegt in der Gemarkung Weinzierlein.

## Geographie
Das Dorf ist von Acker- und Grünland mit vereinzeltem Baumbestand umgeben. Westlich des Ortes entspringt der Stöckacher Bach, der einen halben Kilometer weiter westlich als rechter Zufluss in den Muselbach mündet, der wiederum ein rechter Zufluss der Bibert ist. 0,5 km weiter nördlich liegt das Waldgebiet Kernschlag. Eine Gemeindeverbindungsstraße führt zur Kernmühle (1,4 km nördlich) bzw. nach Roßtal zur Staatsstraße 2409 (1 km südöstlich).

## Geschichte
Der Ort wurde im Würzburger Lehenbuch von 1303 als „Stoͤckech“ erstmals urkundlich erwähnt, als Heinrich von Buttendorf u. a. dort den Zehnten zu Lehen empfing. Dem Ortsnamen liegt das mittelhochdeutsche Wort „stock“ mit angehängtem Kollektivsuffix „-ach“ zugrunde und verweist auf eine vorausgegangene Brandrodung, die ein Feld von Baumstümpfen zurückließ.
Stöckach bildete eine Realgemeinde mit Kernmühle. Gegen Ende des 18. Jahrhunderts gab es in Stöckach 13 Anwesen (vier Höfe, sechs Halbhöfe, zwei Häuser, Gemeindehirtenhaus). Das Hochgericht übte das brandenburg-ansbachische Richteramt Roßtal aus. Die Dorf- und Gemeindeherrschaft sowie die Grundherrschaft über alle Anwesen hatte das Kastenamt Cadolzburg.
Von 1797 bis 1808 unterstand der Ort dem Justiz- und Kammeramt Cadolzburg. Im Rahmen des Gemeindeedikts wurde Stöckach dem 1808 gebildeten Steuerdistrikt Weinzierlein und der im selben Jahr gegründeten Ruralgemeinde Weinzierlein zugeordnet.
Im Rahmen der Gebietsreform in Bayern wurde Stöckach am 1. Mai 1978 nach Roßtal eingemeindet.

### Baudenkmäler
- Erlachstraße 16: Wohnstallhaus[9]
- Erlachstraße 22: Wohnstallhaus[9]

ehemalige Baudenkmäler
- Haus Nr. 4: im Hof leerstehendes, ehemaliges Wohnstallhaus, Anlage noch spätgotisch (traufseitig Ständer mit breitem angeblattetem Kopfband, ebenso Fußpfette); im Übrigen erneuert durch Fachwerk des 17./18. Jahrhunderts (besonders Traufseite); Giebelseite vermutlich im 18./19. Jahrhundert erneuert[10]
- Haus Nr. 8: wie Haus Nr. 1 (= Erlachstr. 22), spätes 18./frühes 19. Jahrhundert, Stalleingang der Straßengiebelseite bezeichnet „JMB 1835“[10]

### Einwohnerentwicklung
| Jahr      | 001818 | 001840 | 001861 | 001871 | 001885 | 001900 | 001925 | 001950 | 001961 | 001970 | 001987 | 001997 | 002007 | 002018 | 002023 |
| Einwohner | 56     | 77     | 79     | 80     | 69     | 67     | 57     | 122    | 84     | 57     | 55     | *60    | *80    | *65    | *70    |
| Häuser    | 13     | 15     |        |        | 15     | 15     | 9      | 12     | 17     |        | 17     |        |        |        |        |
| Quelle    | [ 12 ] | [ 13 ] | [ 14 ] | [ 15 ] | [ 16 ] | [ 17 ] | [ 18 ] | [ 19 ] | [ 20 ] | [ 21 ] | [ 22 ] | [ 1 ]  | [ 1 ]  | [ 1 ]  | [ 1 ]  |

## Religion
Der Ort ist seit der Reformation evangelisch-lutherisch geprägt und bis heute nach St. Laurentius (Roßtal) gepfarrt. Die Einwohner römisch-katholischer Konfession sind nach Christkönig (Roßtal) gepfarrt.